# Maniura
Maniura – polskie nazwisko, w Polsce nosi je mniej niż 400 osób.

## Osoby noszące to nazwisko
- Feliks Maniura (ur. 24 lipca 1884 w Świętochłowicach-Lipinach, zm. 1915 pod Warszawą) – działacz narodowy.
- Alfons Maniura (ur. 31 lipca 1895 w Świętochłowicach-Lipinach, zm. 27 marca 1942) – polski żołnierz, uczestnik wszystkich powstań śląskich.
- Edward Makary Maniura (ur. 24 lutego 1960 w Lubszy) – polski polityk, samorządowiec, burmistrz Lublińca, poseł na Sejm III, IV i V kadencji.
- Tomasz Maniura (ur. 1 marca 1978 w Lublińcu) – polski duchowny rzymskokatolicki, misjonarz oblat Maryi Niepokalanej, teolog, duszpasterz młodzieży.